# Tuesday Wonderland
Tuesday Wonderland är ett album av jazztrion Esbjörn Svensson Trio, utgivet 2006. Det vann en Grammis 2006 för årets jazz och OrkesterJournalens "Gyllene Skivan" för år 2006.

## Låtlista
Samtliga låtar skrivna av Esbjörn Svensson, Dan Berglund och Magnus Öström.
1. Fading Maid Preludium – 4:11
2. Tuesday Wonderland – 6:32
3. The Goldhearted Miner – 4:51
4. Brewery of Beggars – 8:23
5. Beggar's Blanket – 2:56
6. Dolores in a Shoestand – 8:53
7. Where We Used to Live – 4:27
8. Eighthundred Streets by Feet – 6:49
9. Goldwrap – 4:03
10. Sipping on the Solid Ground – 4:37
11. Fading Maid Postludium – 12:29

## Medverkande
- Esbjörn Svensson – piano
- Dan Berglund – bas
- Magnus Öström – trummor, cymbal

## Listplaceringar
| Lista (2006) | Topplacering |
| ------------ | ------------ |
| Sverige      | 11           |
| Tyskland     | 62           |
| Frankrike    | 90           |